# Confiteria

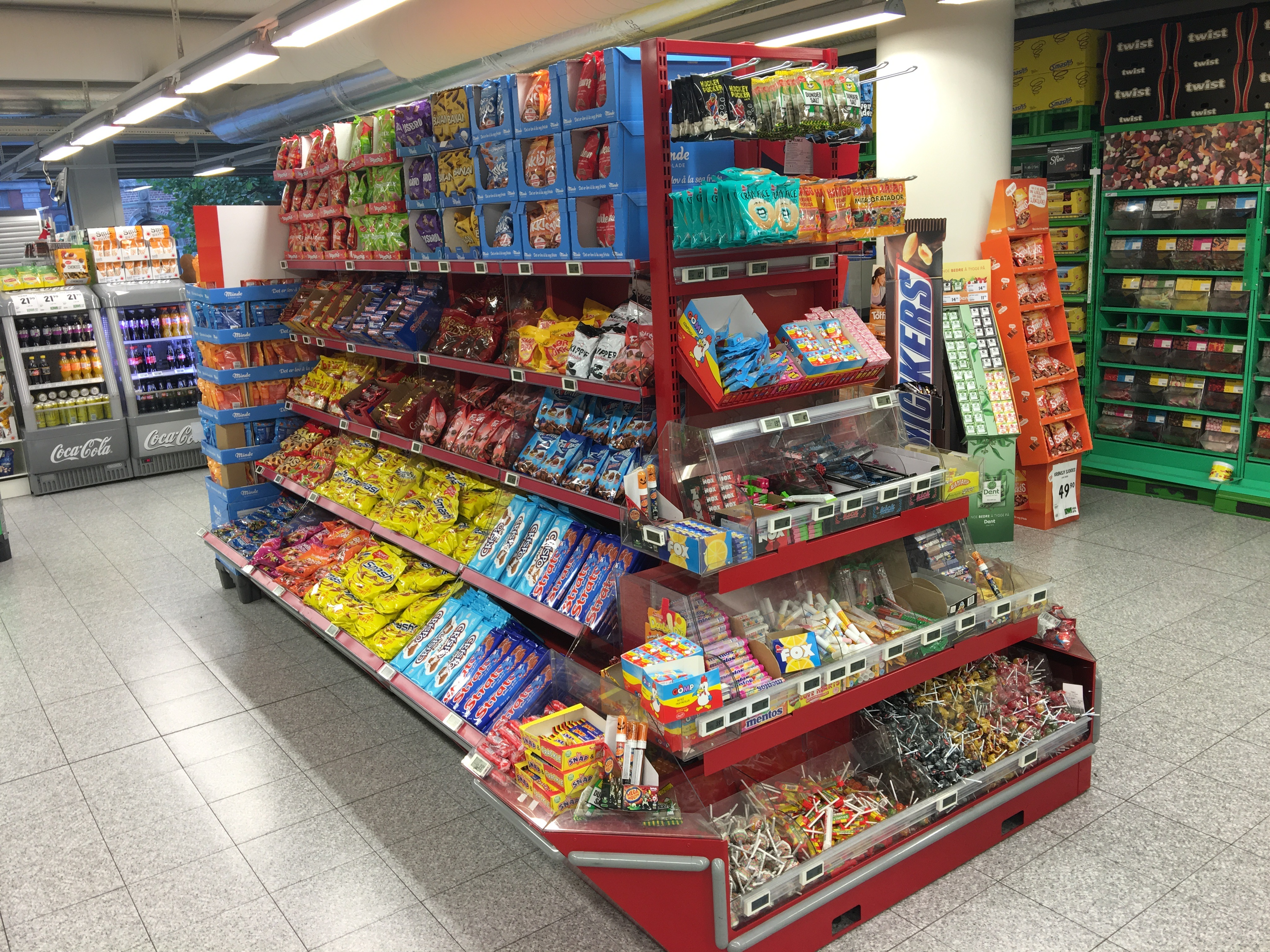
El departament de rebosteria d'una botiga de Bergen (Noruega), l'any 2017.

La confiteria (també anomenada sucreria) és l'art de preparar i vendre llamins a base de sucre, com ara confits, fruites confitades i altres llepolies, els quals productes es venen en una botiga del mateix nom (també dita botiga de llaminadures).
Aquest establiment de vegades també fa de saló de te.
L'ofici rep el nom de confiter o sucrer.
Hi ha una gran varietat de dolçors, com ara fruita confitada, cotó fluix de sucre, etc. i fins i tot delícies turques.

## Orígens
Els perses sembla que van ser els primers a desenvolupar, al S. V a. C., la fabricació de sucre sòlid en pa.
L'antiguitat només coneixia la sabor dolàa pels ingredients bàsics dels aliments : mel principalment. Aquesta darrera es va prestar a nombrosos usos culinaris i s'utilitzava, sobretot, per conservar diversos fruits per garantir-ne la conservació. No obstant això, la gola no va ser absent d'aquesta pràctica que prefigura les llaminadures, molt preades en l'edat mitjana eren grans aficionats.
L'ús del sucre en el camp de les llepolis va ser molt lent. Una mercaderia de luxe, sols va aconseguir, pel seu preu, substituir completament la mel durant el Renaixement. Però a partir d'aquest període, els descobriments de la pastisseria serien inseparables de la seva evolució .
Sens dubte, els àrabs van ser els primers a elaborar receptes de llaminadures saboroses, basades únicament en sucre (que els diferencia d'altres darreries). Un llibre de cuina, originari de Bagdad i datat l'any 1226, revela que les seves receptes, ja nombroses, avalen una gran expertesa i constitueixen un primer escalaborn de l'art del confiter.
Durant molt de temps, la confiteria va anar lligada a la medicina i a l'apotecariaa. Hipòcrates, després Dioscòrides i Galè seguint els seus passos, van recomanar medicaments de diversos productes, i trobem rastres de receptes de dolçors als “antidotaris” així com en textos que daten de la primera edat mitjana, gelees de fruites o menes de torró per exemple.

## La confiteria avui
La botiga ofereix a llamibers o llépols de totes les edats confiteria industrial o artesanal. Determinades festes, com la Pasqua, Halloween o Nadal, fomenten el consum de dolçors.

## Ingredients
La majoria de les confiteries contenen sucre al qual es poden afegir greixos, aromatitzants o colorants.

## Exemples de confiteries

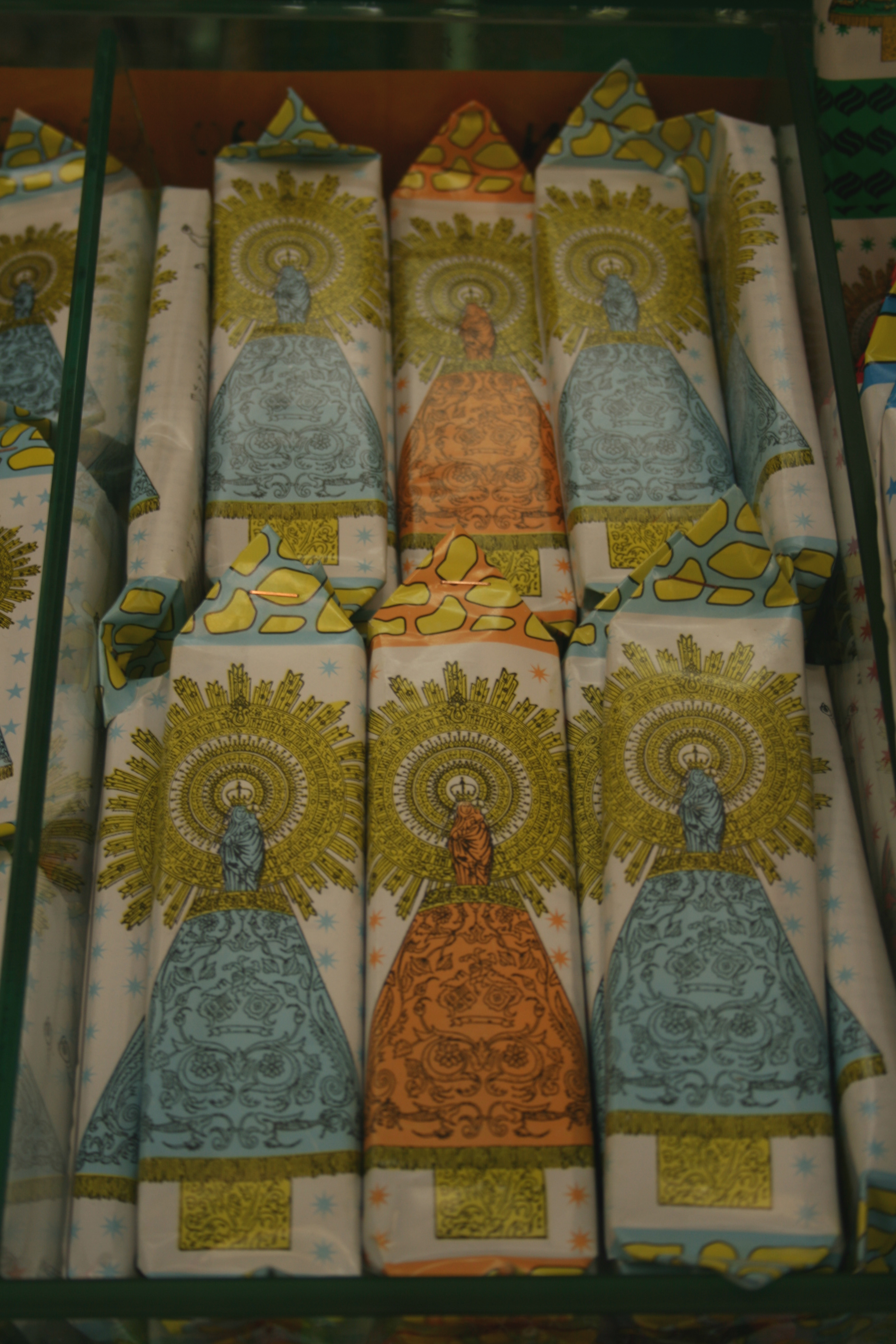
L'adoquín del Pilar, un confit espanyol.

- Anís de Flavigny
- Cotó fluix de sucre
- Bergamota de Nancy
- Berlingot de Carpentràs
- Berlingot de Nantes
- Llaminadura
- Bola de goma
- Calisson
- Caramel
- Xiclet
- Confit
- Fruita confitada
- Fruites confitades d'Ate
- Grisetas de Montpeller
- Núvol (marshmallow)
- Loukoum
- Marron-glacé
- Torrons de Montelaimar
- Torró del País de Salt
- Torrons
- Oiri
- Papalina d'Avinyó
- Pastilla
- Pasta de fruita
- Massapà
- Pralinat
- Regalèssia
- Piruleta
- Sucre d'ordi
- Toffee, toffee de llet
- Torró
- Wagotina